# Barrio del Carmen, San Miguel Xoxtla
Barrio del Carmen är en ort i Mexiko.   Den ligger i kommunen San Miguel Xoxtla och delstaten Puebla, i den sydöstra delen av landet, 90 km öster om huvudstaden Mexico City. Barrio del Carmen ligger 2 189 meter över havet och antalet invånare är 101.
Terrängen runt Barrio del Carmen är en högslätt. Runt Barrio del Carmen är det tätbefolkat, med 709 invånare per kvadratkilometer. Närmaste större samhälle är Puebla de Zaragoza, 18,5 km sydost om Barrio del Carmen. Omgivningarna runt Barrio del Carmen är en mosaik av jordbruksmark och naturlig växtlighet.